# Come Clarity
Come Clarity – ósmy album szwedzkiego zespołu In Flames. Został wydany w Niemczech przez Nuclear Blast, a w USA przez Ferret Music. Brzmienie jest nieco cięższe, niż na poprzednich dwóch płytach. Pierwotnie longplay miało nosić tytuł Crawl Through Knives. Nakręcono dwa teledyski - do piosenek Take This Life oraz Come Clarity.

## Lista utworów
1. "Take This Life" - 3:35
2. "Leeches" - 2:55
3. "Reflect the Storm" - 4:16
4. "Dead End" - 3:22
5. "Scream" - 3:12
6. "Come Clarity" - 4:15
7. "Vacuum" - 3:39
8. "Pacing Death's Trail" - 3:00
9. "Crawl Through Knives" - 4:02
10. "Versus Terminus" - 3:18
11. "Our Infinite Struggle" - 3:46
12. "Vanishing Light" - 3:14
13. "Your Bedtime Story Is Scaring Everyone" - 5:25

## Twórcy
- Anders Fridén - wokal
- Jesper Strömblad - gitara
- Björn Gelotte - gitara
- Peter Iwers - bas
- Daniel Svensson - perkusja